# Castelvetro di Modena
Castelvetro di Modena (Castelvêder in dialetto modenese) è un comune italiano di 11 058 abitanti della provincia di Modena in Emilia-Romagna. Fa parte, assieme ad altri 7 comuni, dell'Unione di comuni Terre di castelli.
Confina con i comuni di Formigine, Castelnuovo Rangone, Spilamberto, Vignola, Marano sul Panaro e Maranello.
Il comune ha ottenuto il marchio di qualità turistico-ambientale bandiera arancione del Touring Club Italiano.

## Geografia fisica

### Territorio
Il comune di Castelvetro si trova nella parte centro-orientale della provincia di Modena e fisicamente appartiene alla fascia pedemontana e collinare dell'Appennino modenese, circa 18 km a sud-est di Modena ed a 32 km ad ovest di Bologna. Il comune ha un aspetto geografico molto diversificato: dalla pianura della zona nord del comune si passa all'alta collina pre-appenninica della zona sud. Fa parte del comune di Castelvetro il Monte Croce, alto circa 410 m, mentre il punto più alto di tutto il comune è il Colle della Guardia (450 m di altitudine circa) su cui è costruito il santuario della Beata Vergine della Salute di Puianello. 
L'abitato di Castelvetro è attraversato dal torrente Guerro, affluente del Panaro, che spacca in due il paese. Lo stesso Guerro sorge poco più a sud della frazione Puianello e attraversa tutto il comune, sino alla frazione di Settecani. Il fiume Panaro, nel quale sfocia il Guerro (nei pressi di Ponte Guerro, frazione di Spilamberto) scorre alcuni chilometri più ad est.

## Storia

### Simboli
Lo stemma è stato riconosciuto con decreto del Capo del Governo del 18 novembre 1934.
Il gonfalone, concesso con regio decreto dell'8 marzo 1937, è un drappo di azzurro.

## Monumenti e luoghi d'interesse

### Architetture religiose
- Antica chiesa dei Santi Senesio e Teopompo
- Chiesa dei Santi Senesio e Teopompo
- Campanile dell'antica chiesa dei Santi Senesio e Teopompo
- Campanile della nuova chiesa dei Santi Senesio e Teopompo: alto circa 48 metri, slanciato ed in stile neogotico, è tra i più alti della provincia. La sua costruzione iniziò nel 1929, ventidue anni dopo la consacrazione della chiesa parrocchiale, e venne portata a termine l'anno successivo.
- Oratorio di Sant'Antonio
- Campo San Rocco e Cimitero Napoleonico (Levizzano Rangone)
- Santuario di Puianello (Puianello di Levizzano Rangone)
- Oratorio di San Michele della Parrocchia di Levizzano (Levizzano Rangone)

### Architetture civili
- Piazza Roma e Scacchiera
- Torre dell'orologio
- Torre delle prigioni
- Palazzo Rinaldi
- Palazzo Rangoni
- Palazzo Comunale
- Antica acetaia
- MusA: museo dell'Assurdo
- Torre degli Arcieri e antiche mura
- Statua in memoria di Enrico Cialdini

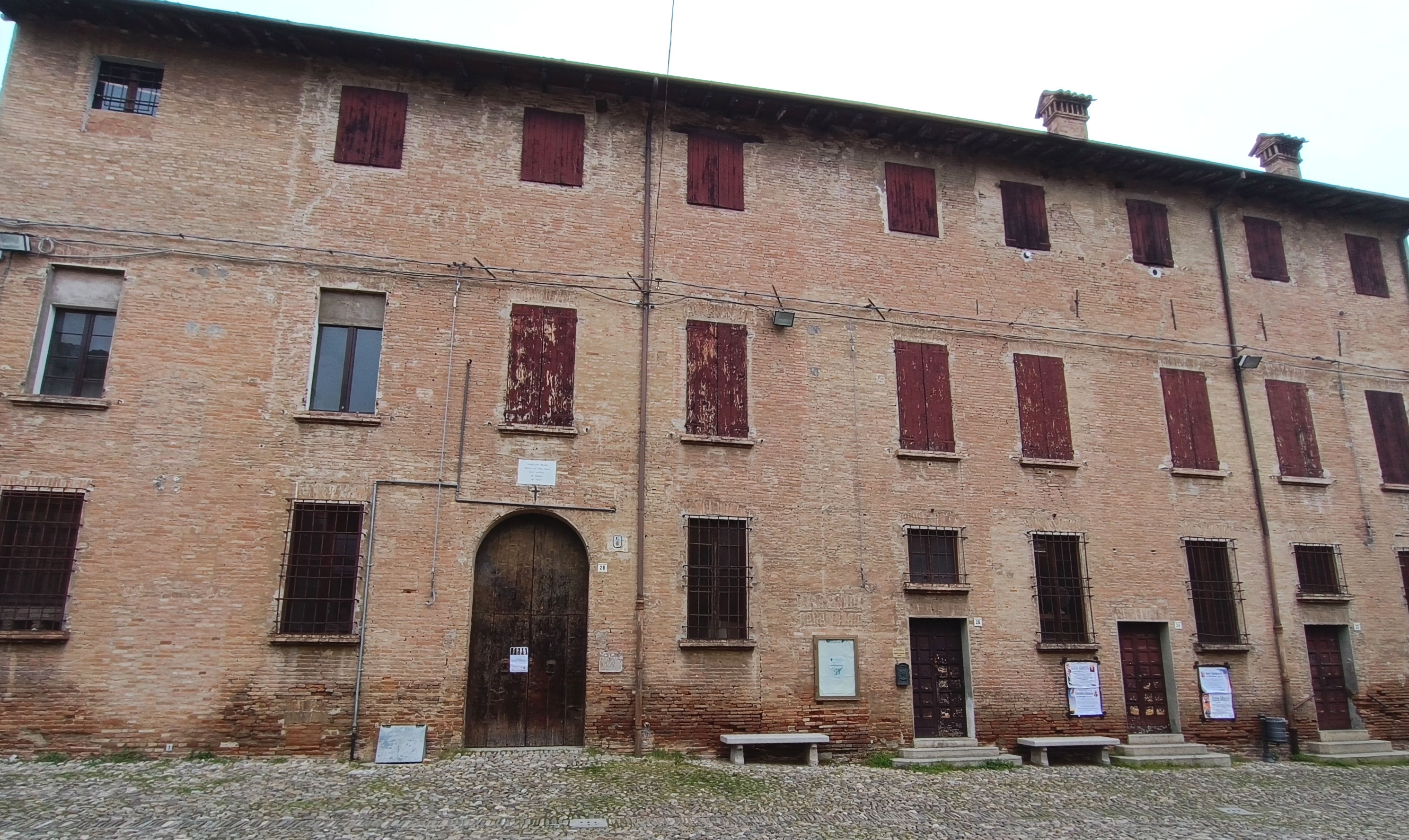
Palazzo Rangoni.

### Architetture militari
Castelvetro è nota per le sue 6 torri che risalgono al Medioevo. Come simbolo del paese, tre torri sono raffigurate nello stemma cittadino.
- Torre dell'Orologio: situata in piazza Roma. La sua caratteristica è una pendenza di circa 16 gradi rispetto al proprio baricentro. Su tutti e quattro i lati è dotata di una meridiana e di un orologio.
- Torre delle Prigioni: situata in piazza Roma, esattamente di fronte alla Torre dell'Orologio, era anticamente l'edificio che ospitava le carceri. Sui muri interni sono presenti graffiti incisi probabilmente dai prigionieri. Dalla sua cima si ha un bel panorama della Pianura Padana. Viene utilizzata come sede dell'agenzia comunale.
- Torre degli Arcieri e Antiche Mura: situata nella zona sud-est del borgo, la torre è parte di una dimora privata. Delle mura si sono conservate quelle che circondano il borgo sul lato est, nord ed in parte sud.
- Torrione del Palazzo Comunale
- Castello di Levizzano a Levizzano Rangone

### Siti archeologici
- Necropoli etrusca della Galassina di Castelvetro
- Villa di podere Ariano e Villa di monte Barello, ruderi e reperti di due ville romane[7]

## Società

### Evoluzione demografica
Abitanti censiti

### Etnie e minoranze straniere
Secondo i dati ISTAT al 1 gennaio 2022 la popolazione straniera residente era di 1 277 persone, corrispondenti all'11,4% del totale dei residenti. Le nazionalità maggiormente rappresentate in base alla loro percentuale sul totale della popolazione residente erano:
- Marocco 322
- Albania 194
- Ghana 154
- Sri Lanka 135
- Romania 107
- Tunisia 66
- Ucraina 42

## Cultura
Nel Borgo Antico di Castelvetro di Modena è collocata la sede per Modena dell'Enoteca Regionale dell'Emilia-Romagna, con una selezione di oltre 200 etichette emiliano-romagnole e una sezione particolare dedicata al Lambrusco Grasparossa di Castelvetro DOP e all'Aceto Balsamico Tradizionale di Modena DOP.

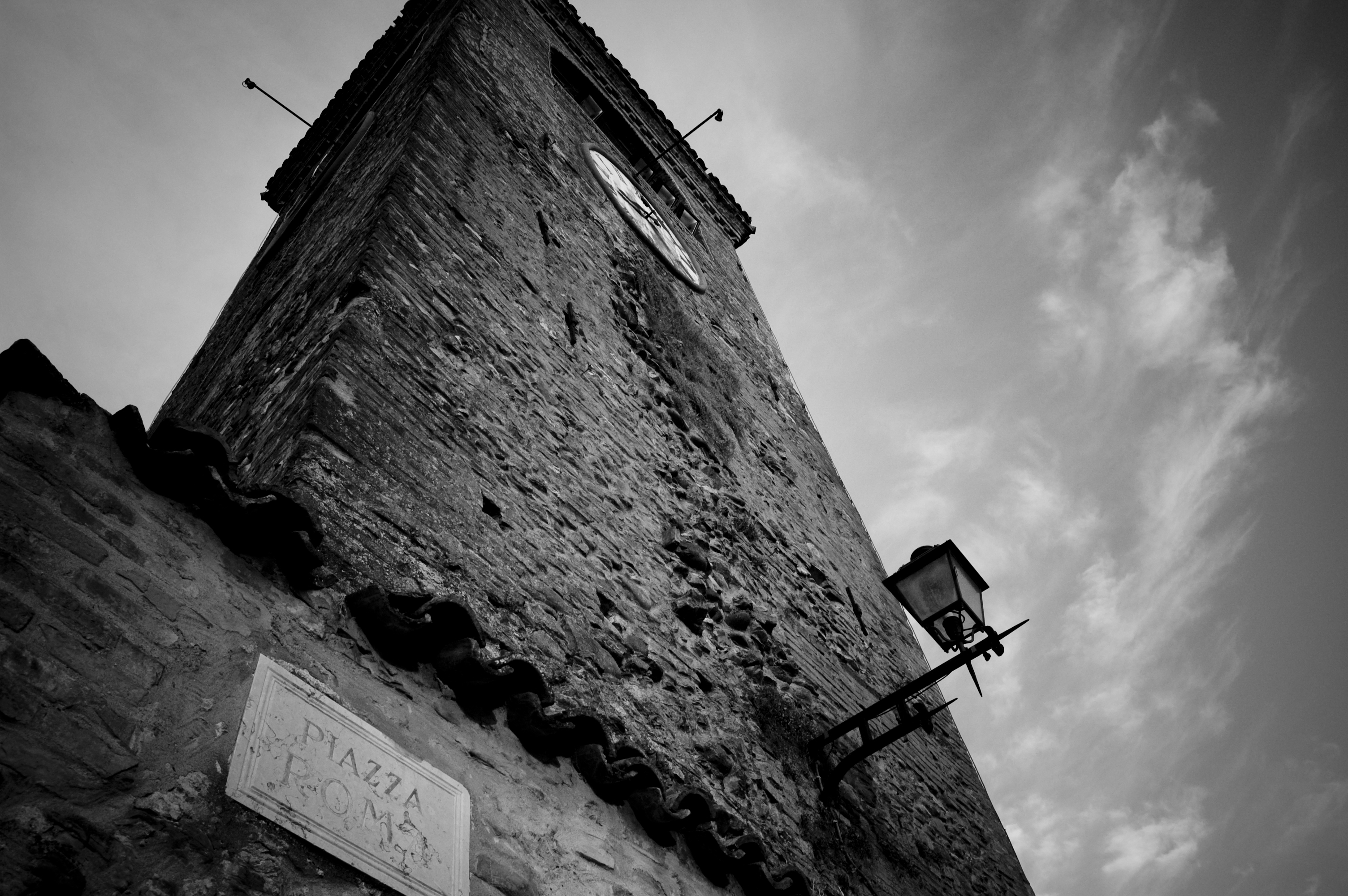
La Torre Dell'Orologio in piazza Roma.

### Eventi
Ogni anno si tiene, nel mese di settembre, la Sagra dell'Uva e del Lambrusco Grasparossa di Castelvetro di Modena, dove diversi viticoltori espongono i loro prodotti nella piazza principale del paese. Ha inoltre preso piede con cadenza annuale la Giornata Fai di Primavera in un percorso che va dal Palazzo Rangoni all'Acetaia comunale, passando per il castello di Levizzano Rangone. Ogni due anni, a giugno, si tiene il Mercurdo, la sagra dell'assurdo, con spettacoli e musei aperti con il tema dell'assurdità.

### Passaggio di Torquato Tasso
Nel 1564 il poeta italiano Torquato Tasso soggiornò a Castelvetro, ospite nel palazzo della famiglia nobile del paese (i marchesi Rangoni), i quali lo invitavano spesso agli usuali spettacoli, tra i quali il più caratteristico era la Dama Vivente, evento che si teneva (e si tiene tuttora) nella piazza della torre dell'orologio.

### Industria
Dall'Ottocento e per molti anni ha operato la Fornace Cavallini, una importante fabbrica di laterizi, tra le prime in Italia ad avere il forno Hoffmann per la produzione a fuoco continuo di mattoni ed altri laterizi.

### Agricoltura
La vite rappresenta la coltura principale in particolare del Lambrusco Grasparossa utilizzato per l'omonimo vino DOP, discreta diffusione anche per il Trebbiano da cui si ricava anche l'Aceto Balsamico Tradizionale di Modena.

## Infrastrutture e trasporti

### Strade statali
Il comune è interessato dall'attraversamento, nella parte settentrionale, dalla ex SS569 di Vignola, che lo collega ad ovest con Maranello ed ad est con Vignola, il RA1 di Casalecchio e Bologna.

### Ferrovie
A circa 7 km dal centro di Castelvetro si trova la stazione di Vignola, capolinea della linea Casalecchio-Vignola.

## Amministrazione
| Periodo         | Periodo         | Primo cittadino    | Partito             | Carica  | Note   |
| --------------- | --------------- | ------------------ | ------------------- | ------- | ------ |
| 12 maggio 1985  | 20 ottobre 1991 | Gianni Balugani    | PCI, PDS            | Sindaco | [ 12 ] |
| 21 ottobre 1991 | 12 giugno 1999  | Augusto Bagni      | centro-sinistra     | Sindaco | [ 12 ] |
| 13 giugno 1999  | 6 giugno 2009   | Roberto Maleti     | centro-sinistra     | Sindaco | [ 12 ] |
| 7 giugno 2009   | 24 maggio 2014  | Giorgio Montanari  | centro-sinistra     | Sindaco | [ 12 ] |
| 25 maggio 2014  | 10 giugno 2024  | Fabio Franceschini | Partito Democratico | Sindaco | [ 13 ] |
| 10 giugno 2024  | in carica       | Federico Poppi     | centro-sinistra     | Sindaco | [ 12 ] |

### Gemellaggi
- Castelfidardo, dal 1984[14]
- Montlouis-sur-Loire, dal 2002[senza fonte]

## Sport

### Calcio
L'A.C.D. Castelvetro Calcio milita dalla stagione 2018-2019 nel girone B del campionato di Eccellenza Emilia Romagna. Dal 2016 al 2018 ha giocato nel girone D della Serie D, dopo aver riportato la prima storica promozione nella divisione il 1º maggio 2016. La squadra ha giocato alcune partite interne allo stadio Alberto Braglia di Modena, in attesa dell'ampliamento dello stadio locale William Venturelli. Dal 2017, gioca stabilmente nell'impianto locale.

### Pallavolo
La squadra femminile del Volley Castelvetro ha giocato la stagione 2014/2015 in serie C ottenendo la promozione in serie B2 per la stagione successiva. Attualmente milita nella Serie D.